# 従五位
従五位（じゅごい）とは、日本の位階および神階における位のひとつ。正五位の下、正六位の上に位する。贈位の場合、贈従五位という。近代以前の日本における位階制度では、従五位下以上の位階を持つ者が貴族とされている。また、華族の嫡男が従五位に叙せられることから、華族の嫡男の異称としても用いられた。

## 江戸時代以前
律令制下において五位は京官即ち八省における四等官のうち、判官に相当し、地方官にあっては国司や鎮守府将軍に相当する位であった。さらに、従五位下以上の位階にある者を「通貴」、従三位以上の者を「貴」とされたことから、五位以上がいわゆる貴族の位階とされた。また、この従五位下の別称を栄爵と別称し、またその位階にある者を大夫といった。また、中国では秦の始皇帝が松の木に日本の従五位に相当する大夫の位を授けたことから、大夫に相当する従五位を松の位、松爵（しょうしゃく）とも別称するようになった。これらのことから、従五位下に叙せられることを叙爵といった。従五位下以上の位階にあることが平安貴族としての資格であったといえる。
五位にありながら、左右衛門府の尉など六位以下の官職に留まる者を左（右）衛門大夫と称するなど、有位者の地位は特別な意味を持った。
この従五位下にあった主な者としては、代々、国司を務めた藤原氏の傍流や橘氏、高階氏、清原氏、広澄流清原氏、大江氏などの一門、清和源氏、桓武平氏などの軍事貴族に至るまで中級貴族層の多くがこの位階に叙せられた。
鎌倉時代初期までは、京都の中級下級貴族と、鎌倉幕府において京都下りの吏僚、或いは源氏一門、有力な名門御家人などがこの位階にあった。室町時代には、足利将軍家や守護の初叙位階でもあり、有力な守護代や力ある国人領主などもこの位階にあった。
江戸時代の武家官位の体制では、家門大名のうち傍流にして知行の少ない家、譜代大名、10万石に満たない外様大名、或いは大身の旗本はみな従五位下に叙せられ、主に大名・有力旗本、ないし御三家・御三卿および家門筆頭の福井藩の家老および加賀藩の家老本多氏、長州藩の支族吉川氏が岩国藩として立藩を認められた際に叙せられた。特に加賀藩の本多氏は位階のみの散位であったため、「従五位様」、「従五位殿」と他称された。

## 明治時代以降
明治時代以降、華族の嫡男は自動的に従五位に叙せられたことから、華族の嫡男の異称を従五位ともいう。中佐の階級にある者などもこの位に叙せられた。明治以降、大正時代にかけて幕末の志士のうち功ある者や江戸時代以前にて無位無官ながら何らかの分野で業績ある者に贈位される例もみられた。江戸時代中期の和算家安島直円などはその例である。
1946年5月3日以降、叙位は死没者に対してのみ行われており、都道府県議会議長や首長経験者、学校長や警察署長、消防署長、消防団長、企業の社長、さらにスポーツや芸能文化面で活動し、功をなした人に対して叙位が行われている。

## 戦国時代叙位者
- 足利義栄
- 里見義堯
- 直江兼続
- 篠原一孝

## 維新後贈位者(贈従五位)
- 1898年（明治31年）7月4日[2]
  - 寺尾権平、柏原省三、木下嘉久次、木下慎之助、吉本培助、田中収吉、安岡鉄馬、川島総次、檜垣繁太郎、千屋熊太郎、宮田頼吉、横山英吉、宮地孫市、小川官次、岡松恵之助、新井竹次郎、宮田節斎、豊永斧馬、須賀恒次、野老山吾吉郎、藤崎八郎、安藤鎌次、藤崎吉五郎、山本忠亮、安岡勘馬、豊永伊佐馬、小松勇道、桑原義之助、中島与一郎、掛橋和泉、小松小太郎、沖垣斎宮、沼田龍、前倉温理、佐古高郷、加須屋貞蔵、高浜鉄之助、大谷準蔵
- 1898年（明治31年）10月25日[3]
  - 宇和川匡義、岩根常重、林銈次郎、朝永壽一、齋藤正起、松崎直臣、江橋亮、町口熊槌、吉田震太郎、今井健、細井有順、柳原楠次、鈴木清治、西山亀吉、牛丸冬、内崎徳、船田和一郎、藤村平三、丸山重吉、鈴木虎十郎、伊東満嘉記、浅尾重行、村越千代吉、大石馨、桂安雄、橋口戸次郎
- 1898年（明治31年）12月23日[4]
  - 石黒重煕、金藤之明、川崎四郎、柴山勇吉、浅田丹治、三浦吉太郎、田中時哉
- 1901年（明治34年）7月16日[5] - 宮永計太
- 1901年（明治34年）8月13日[5]
  - 勝野惣三郎、木内末男、吉澤正治、太田八十馬、小南良知、安藤辰五郎、山澄清三、武田禮作、中村喜三、矢崎要作、寺倉孫一、國枝熊雄、板倉正七郎、船越正次、青木俊造
- 1902年（明治35年）11月8日[6]
  - 平山兵介、小田彦三郎、川辺佐次衛門、黒沢五郎、高畑房次郎、仙田市郎、松田五六郎、仙田淡三郎、吉田重蔵、小藤平蔵、吉田太郎、上原太内、戸次彦之助、甲斐大蔵、津田愛之助、武林八郎、田中楠之助、森本伝兵衛、尾崎濤五郎、保母建、竹志田熊雄、内田弥三郎、中津彦太郎、城島公茂、佐久間勝信、生島大炊、鶴田陶司、酒井伝次郎、荒巻羊三郎、中垣健太郎、江頭種八、池尻嶽五郎、水田健次、河原忠蔵、淵上謙三、能美平吾、堀滝太郎、伊藤貞蔵、渡辺義助、内山太郎右衛門、山田虎之助、楢崎剛十郎、井手孫太郎、井上奨輔、岡崎高槌、井川千之助、井関英太郎、小田村信之進、下瀬熊之進、和田小伝次、伊藤百合五郎、西村清太郎、久富豊、長野熊之丞、大見又太郎、小野虎之丞、小野金吾、藤村英次郎
- 1903年（明治36年）8月24日[7] - 八田知紀
- 1903年（明治36年）11月13日[8]
  - 熊谷直孝、西川耕蔵、近藤正慎、中条右京、太田六右衛門、伊藤龍太郎、片山九市、原田亀太郎、白石内蔵進、近藤貢、吉田又内、五十嵐関八、芳野新一郎（桜陰）、植松茂岳、秦将蔵、那須唯一、三木左三
- 1904年（明治37年）3月2日[8] - 梶村文夫
- 1905年（明治38年）5月3日[9] - 矢口運太郎
- 1905年（明治38年）11月18日[9]
  - 福田秀一、南合哲三郎、黒田頑一郎
- 1907年（明治40年）5月27日[10]
  - 糟谷武文、佐善元立、横田清兵衛、朝倉三四郎、秋山又三郎、高橋市兵衛、萩谷金次郎、下野廉三郎、小野藤五郎、樫村平太郎、浜野松次郎、芹沢助次郎、瀧口六三郎、岩間久次郎、玉造清之允、中村親之介、杉山秀太郎、桑屋元三郎、檜山三之介、安藤彦之進、小山馨三郎、市毛孝之介、木村園三郎、関内熊五郎、米川米吉、大久保信之介、河本杜太郎、伊吹勘右衛門（正健）、宮永良蔵、西村哲二郎、福浦元吉、高松平十郎、矢守平好、吉井義之
- 1907年（明治40年）11月15日[11]
  - 岡見留次郎、小河吉三郎、川又佐一郎、岩間金平（誠之）、黒澤時子
- 1908年（明治41年）9月9日[12]
  - 富田高慶、児島強介、越智顕三（河野顕三）、北条角磨
- 1910年（明治43年）11月16日[13]
  - 桜井新三郎（頼直）、松岡隣、岡野松三郎
- 1911年（明治44年）6月1日[14]
  - 蓮田東三、信太仁十郎、堀江芳之助、小野賀柔（昇造）、山崎久三郎、福田理兵衛、玉川彦右衛門
- 1911年（明治44年）11月15日[15]
  - 内藤秀次、石川剛、大倉嘉十郎、土井杢之丞、栗原順平、樋口甚蔵、山口利助、栗林次兵衛、本松平右衛門、山下助左衛門、重富平左衛門、猪山作之丞、中野方蔵
- 1912年（明治45年）2月26日[16]
  - 中尾静摩、根岸主馬、加藤勇、土屋善右衛門、十九貞衛、福田弘人、山川前耀、小佐々祐利、常井邦衛、中村平八、後藤碩田（今四郎）、鳥山新三郎、本木昌造
- 1913年（大正2年）11月17日[17]
  - 都築弥厚、本多雪堂、村上範致、深見篤慶、水谷民彦（与右衛門）、鬼頭景義
- 1914年（大正3年）11月19日[18]
  - 池田安正、高橋至時、安井道頓、安井九兵衛、中甚兵衛
- 1915年（大正4年）10月24日[18]
  - 白取数馬、平沢三右衛門、武田定清、新渡戸傳、広沢安任
- 1915年（大正4年）11月10日[19]
  - 赤塚源六、松原佐久、井上省三、藤井九成、北風正造、荒尾精、梶八次郎、大津彦五郎、松岡梅太郎、佐伯稜威雄、広岡浪秀、伊藤惣兵衛、村上倫、乃木初太郎、平田邦彦、森新太郎、藤田周敏、村山与右衛門、北野道春、浜田弥兵衛、朝長熊平、梅沢武平、久松源五郎、野村煥、秋田文雄、斎田明善、中村確堂（鼎五）、広瀬久兵衛、鈴木荘蔵、沼田久次郎、原熊之介、宮本辰之介、床井荘三、田尻新介、黒沢覚介、金子勇次郎、野島佐三郎、三輪友衛門、川又才介、尼子長三郎、大久保七郎右衛門、丹羽恵介、田崎東、下国崇教（安芸）、川勝寛治、湯浅征一郎、藤野斎、辻啓太郎、井口新助、大高忠兵衛、伊藤嘉融、梅村真一郎、堀祐元、小島直次郎、村上俊平、大久保鼎、川連虎一郎、鈴木秀太郎、高野長五郎、横田藤太郎、横田元綱（藤三郎）、亀山勇右衛門、亀田徳三郎、田崎草雲、中井庄五郎、中条良蔵、北浦定政（義助）、熊沢惟興（太郎）、坂本天山（孫八）、中村元起、山本覚馬、蛇口安太郎、井口糺、荒川秀種（久太郎）、竹村勝行、吉高謙邦、川俣茂七郎、加藤謙二郎、正墻薫、堀庄次郎、井上修、熊野直介、福井太郎、深栖多門、今井太郎右衛門、都築温、池知退蔵（重行）、藤茂親（四郎）、石蔵卯平、小藤四郎、権堂幸助、高橋敬一、跡部良顕、渋江紫陽（貞之丞）、児玉南柯（宗吾）、中山文右衛門、恒遠醒窓（頼母）、岡田鴨里（僑）、安島直円（万蔵）、山村才助、小出兼政（長十郎）、青地林宗、関口開、伊藤常足、白尾斎蔵、鈴鹿甚右衛門、村山伝兵衛（3代目）、佐野孫右衛門、小林重吉、松川弁之助、田中平八、石出吉胤（掃部介）、田中丘隅（兵庫）、三野村利左衛門、工楽松右衛門、西村郡司、永田茂右衛門、伊奈忠治、井沢弥惣兵衛、岡上景能（次郎兵衛）、大谷休泊（新左衛門）、竹川政胖、中村直三、伊奈忠順、加藤景延、喜田吉右衛門、柴山伊兵衛、市川五郎兵衛、坂本市之丞、吾妻謙、田中玄宰（三郎兵衛）、沢村勝為、奥寺八左衛門、松岡好忠（八左衛門）、奈良宮司、古川善兵衛、佐藤新右衛門、北館利長、栗田定之丞、高橋武左衛門、渡部斧松、清水誠、朝日茂保（丹波）、大梶七兵衛、林喜八郎、田中藤六、濱口梧陵、志摩利右衛門、山田䄿養、工藤三助、鹿子木量平
- 1916年（大正5年）4月11日[20]
  - 奥平謙輔、大山綱良、桂久武、村田新八
- 1916年（大正5年）11月15日[21]
  - 姉川栄蔵（行道）、杉生十右衛門、安武厳丸、草野又六、高山六右衛門、秋山新左衛門、鹿毛甚右衛門、中垣清右衛門、丸林善左衛門、深川栄左衛門、神屋宗湛、島井宗室
- 1916年（大正5年）11月21日[22] - 長谷部信連
- 1916年（大正5年）12月28日[23]
  - 都野巽、松田源五郎、南喜惣治、志筑忠雄、馬場貞由（佐十郎）、宇都宮真名介、野村帯刀（九郎）、今田靱負、内藤忠太郎、西運長、中内右馬允、多賀谷勇、田村育蔵、小国融蔵、三輪田元綱、河野通信、田近陽一郎、元田竹渓、柏原太郎左衛門、坂口典助、布田保之助、肥田景正、木幡栄周、大館四郎、鈴木来助、肥田景直（雄太郎）、平田靱負（正輔）、椎原小弥太、市来勘兵衛、和田秋清（彦兵衛）、樺山十兵衛、山口鉄之助、牧野正之進、篠崎仲苗（彦十郎）、西郷吉二郎、志岐太郎次郎、鈴木武五郎
- 1917年（大正6年）11月17日[24]
  - 油川信近、山岡浚明（左次右衛門）、与謝野礼厳、並河誠所（五一郎）、末吉孫左衛門、橋本香坡（通）、森野藤助、江馬天江（正人）、伊藤伝右衛門、堀四郎、大野木源蔵、石黒信由（藤右衛門）、巌垣月洲（六蔵）
- 1918年（大正7年）11月18日[25]
  - 松田秀次郎、船津伝次平、下条通春、川崎定孝、中村貞太郎、平野富二、小川弘、大橋一蔵、笠松謙吾、塚田五郎右衛門、小谷庄兵衛、木村九蔵、金井烏洲（彦兵衛）、松田正雄、斎藤大之進、高山長五郎、小畠伴左衛門、杉山市太夫、竹内哲次郎、前島徳之助、鵜飼錬斎（金平）、大串平五郎、神代杢太夫、打越弥八、青野叔元（源左衛門）、本間棗軒（救）、塙又三郎、飯田総蔵、加藤八郎太夫、尼子久次郎、高谷篤三郎、関口泰次郎、伊東甲子太郎（摂津）、色川三郎兵衛、印南丈作、苅谷三郎、三田称平、関根矢作、小島蕉園（源一）、安居院義道（庄七）、岡田佐平治、片平信明、宮本九太夫、中村元恒（中倧）、高橋白山（敬十郎）、伊東伝兵衛、等々力孫一郎、田中正玄（三郎兵衛）、小島貞知（左近）、成田求馬、高杉左膳、会田安明（算左衛門）、喜早伊右衛門、黒井忠寄（半四郎）、賀藤清右衛門、山中新十郎
- 1919年（大正8年）5月16日[26] - 大城戸長兵衛
- 1919年（大正8年）11月15日[27]
  - 緒方郁蔵、田村清兵衛、森田治良兵衛、真名井純一、山川正宣（大作）、間重富（五郎兵衛）、各務文献（相二）、田中治兵衛、吉川俵右衛門、鴻池善右衛門（3代目）、田村平一郎、三間半二、北村義貞、菅野白華（狷介）、丸尾重次郎、小山六郎、宮本池臣、西村荘兵衛、吉田拙蔵、村上源蔵、安藤伊右衛門、伊王野坦、上田及淵、野崎武左衛門、坂田警軒（丈平）、本庄重政、平山尚住（角左衛門）、栖原角兵衛（7代目）、笠松左太夫、田中善吉、賀川玄悦、高良斎、楠藤吉左衛門、工藤剛太郎、南薫風、村岡宗四郎、木内順二、三上是庵（景雄）、安芸三郎左衛門
- 1921年（大正10年）11月18日[28] - 江木仙左衛門（俊敬）
- 1922年（大正11年）9月7日[28] - 巣内式部
- 1922年（大正11年）11月1日[28] - 松野勇雄
- 1924年（大正13年）2月11日[29]
  - 伊地知貞馨、芳野金陵（匏宇）、江田国通、塩谷処、迫田鉄五郎、伊集院与一、今井三郎右衛門、幾度八郎、生田良佐、入沢恭平、猪飼敬所（彦博）、池上幸豊（太郎左衛門）、林金兵衛、林徳則、林藤左衛門、西原晁樹、堀口藍園（貞歙）、堀直太郎、本間精一郎、富田礼彦、十時惟恭、豊田香窓（小太郎）、土井善右衛門、千葉胤秀、長信成、沼尻墨僊（完蔵）、大槻磐渓（清崇）、大里忠一郎、大久保忠行（藤五郎）、岡谷瑳磨介、大枝鉄次郎、奥貫友山（五平次）、小野原善言、小野善兵衛、沖禎介、若井成章（重斎）、若杉直綱、景山龍造、賀来惟熊、桂誉恕、梶常吉、片桐省介、笠原良策（白翁）、柏木小右衛門、吉田勘兵衛、横川省三、田中清右衛門、谷村計介、高橋新五郎、玉山六兵衛、竹内貞基（卯吉郎）、田能村竹田（行蔵）、高井鴻山（健）、伊達弥助（4代目）、武谷祐之、高村権内、高橋政重、宗伝次、続豊治、土橋友直（七郎兵衛）、津軽永孚（儼淵）、仲野安雄、内藤昇一郎、那波三郎右衛門（10代目）、鯰江伝左衛門（直輝）、中井正治右衛門（良祐）、永谷宗円（義弘）、中村用六、永島亀巣（段右衛門）、中橋久左衛門、奈良専二、中川五郎治、村瀬通吉、植村角左衛門、瓜生岩子、宇都宮龍山、碓井次郎左衛門、宇宿彦右衛門、宇都宮正顕、野尻維則、草場船山（廉）、黒沢庄右衛門、草間直方（伊助）、熊谷五一、車戸宗功、工藤他山（主善）、久米通賢（栄左衛門）、梁川紅蘭（景婉）、山元荘兵衛、山内道慶（甚之丞）、牧園茅山（進士）、松尾与十郎、昌木晴雄、福山滝助、福住正兄、古郡重政（孫太夫）、後藤寿庵、小林九左衛門、古林見宜、五井持軒（加助）、後藤敬吉、五味釜川（貞蔵）、江尻喜多右衛門、阿部茂兵衛、赤松小三郎、赤崎貞幹（源助）、浅田新七、佐々木春夫（太郎）、沢田清兵衛、佐藤信景、木村兼葭堂（吉左衛門）、菊地藤五郎、湯山弥五右衛門、島田文右衛門、篠崎小竹（長左衛門）、信太意舒、下鳥富次郎、志村天目（礼助）、平賀源内、広川晴軒（徳三郎）、広瀬旭荘（謙吉）、森貞次郎、圓山溟北（葆）、松井秀簡、藤江監物、砂川健次郎、鈴木千里
- 1925年（大正14年）9月[26] - 逸見又一
- 1928年（昭和3年）11月10日[30]
  - 岩政次郎右衛門、伊東彦四郎、五十嵐篤好、伊予田与八郎、井上高格、今里伝兵衛、石川伍一、井樋政之允、飯田節、六川長三郎、堀尾茂助（義康）、堀内素堂（忠寛）、土井聱牙（有恪）、豊田武兵衛、東条琴台（信耕）、長卯平、尾崎雅嘉（俊蔵）、渡辺庄左衛門、大久保喜市郎、落合直亮、河原善右衛門、加藤民吉、加藤歩簫（小三郎）、角屋七郎兵衛、鐘崎三郎、高橋春圃、高見武夫、田辺小兵衛、田口慶郷、中村善右衛門、行方久兵衛、村岡箏子、村井伊兵衛、村瀬藤城（平治郎）、有働宗龍、海野屋作兵衛、臼井弥三郎、野村敷良、野口善兵衛、源伴存（畔田十兵衛）、黒沢嘉兵衛、久須美三郎、山崎羔三郎、山本縫殿、矢嶋重綱、丸川松隠（一郎）、松永宗助（花遁）、馬杉雲外（繋）、藤崎秀、古川吉左衛門（為猛）、福地理右衛門、五弓久文（豊太郎）、江崎善左衛門、遠藤是三、遠藤七郎、枝権兵衛、阿蘇矢次右衛門、佐藤藤蔵、北川岸次、目黒周兵衛、光永平蔵、宮永正運（十左衛門）、柴田鳩翁、篠原孫左衛門、渋谷総司、広瀬誠一郎、人見龍之進、鈴木文台（陳蔵）、鈴木昌司
- 1930年（昭和5年）10月20日[31] - 小寺清先（常陸之介）
- 1930年（昭和5年）11月22日[31] - 手島堵庵（嘉左衛門）
- 1931年（昭和6年）5月4日[31] - 万代常閑（10代目）
- 1931年（昭和6年）10月21日[32] - 田中久重
- 1934年（昭和9年）1月30日[32] - 川住行教
- 1935年（昭和10年）7月25日[32] - 助法眼教乗
- 1937年（昭和12年）5月12日[33] - 矢野玄道
- 1939年（昭和14年）5月8日[33] - 林左門
- 1940年（昭和15年）11月28日[33] - 国友一貫斎（藤兵衛）
- 1942年（昭和17年）12月21日[33] - 佐藤忠治
- 1944年（昭和19年）11月11日[33] - 野田喜左衛門（正満）

## 日本国憲法施行後に従五位に叙せられた著名な人物

### 政治家
- 竹腰徳蔵 - 参議院議員、群馬県議会議員
- 江田斗米吉 - 衆議院議員
- 大宮伍三郎 - 衆議院議員、名古屋新聞東京支局長
- 山本經勝 - 参議院議員
- 小渕光平 - 衆議院議員（初代・小渕光平）
- 岡元義人 - 参議院議員
- 丹羽五郎 - 参議院議員
- 松澤靖介 - 参議院議員、医師
- 大沢梅次郎 - 東京都議会議長
- 荻野豊平 - 衆議院議員
- 石原永明 - 東京都議会議長
- 矢野酉雄 - 参議院議員
- 小杉イ子 - 参議院議員
- 田浦直藏 - 参議院議員、長崎県議会議長
- 小澤専七郎 - 衆議院議員
- 大神善吉 - 衆議院議員、福岡県春日村長
- 岡部周治 - 衆議院議員
- 浅井一郎 - 参議院議員、千葉県大貫町長
- 浅岡信夫 - 参議院議員、俳優、映画プロデューサー
- 松下松治郎 - 参議院議員
- 生越三郎 - 衆議院議員、石見工業専修学校設立者
- 岡延右衛門 - 衆議院議員、ジャーナリスト
- 大隅憲二 - 参議院議員
- 落合寛茂 - 衆議院議員、天台宗大僧正
- 水口宏三 - 参議院議員
- 宇都宮則綱 - 衆議院議員、大分県議会議員
- 大日向蔦次 - 東京都議会議長
- 岡野繁藏 - 衆議院議員
- 今泉政喜 - 参議院議員
- 岩男頴一 - 参議院議員、大分県湯布院町長
- 大瀧亀代司 - 衆議院議員、弁護士
- 刀祢館正也 - 衆議院議員
- 大島多藏 - 衆議院議員
- 溝淵春次 - 参議院議員、弁護士
- 秋山徳雄 - 衆議院議員、神奈川県議会議員
- 宇都宮登 - 参議院議員
- 奥村竹三 - 衆議院議員
- 松本幸男 - 衆議院議員、埼玉県議会議員
- 磯﨑貞序 - 衆議院議員、神奈川県議会議員
- 服部信吾 - 参議院議員、横浜市会議員
- 浜西鉄雄 - 衆議院議員
- 小林勝馬 - 参議院議員
- 緒方孝男 - 衆議院議員
- 浅野重雄 - 宮城県富谷町長
- 速見魁 - 衆議院議員、長崎県議会議員
- 栗村和夫 - 参議院議員、宮城県小牛田町長
- 大成正雄 - 衆議院議員
- 赤松照彦 - 静岡県磐田市長
- 安嶋友義 - 衆議院議員
- 岩上妙子 - 参議院議員、医師
- 足立誠一 - 静岡県浜北市長
- 荒木修 - 熊本県菊池市長
- 田中誠一 - 愛媛県松山市長
- 伊藤孝二郎 - 新潟県黒川村長
- 中田鉄治 - 北海道夕張市長
- 臼井勝三 - 岩手県大船渡市長
- 井上博通 - 愛知県瀬戸市長
- 榎本和平 - 衆議院議員、山形県議会議員
- 上田博之 - 広島県東広島市長
- 中川いせよ - 北海道網走市議会議員（中川イセ）
- 天野敏樹 - 福岡県宗像市長
- 坂川優 - 福井市長、福井県議会議長
- 井元正流 - 鹿児島県西之表市長
- 石野重則 - 兵庫県西脇市長
- 岡英雄 - 北海道江別市長
- 西尾優 - 鳥取市長
- 宇佐美三郎 - 新潟県吉田町長
- 林田敦 - 宮崎県美郷町長、旧西郷村長
- 西村正俊 - 佐賀市長
- 一色貞輝 - 大阪府豊中市長
- 南野京右 - 山口県長門市長
- 大沢幸夫 - 埼玉県日高市長
- 江川昇 - 金沢市長
- 宮下順一郎 - 青森県むつ市長
- 大久保慎七 - 東京都小金井市長
- 本間正巳 - 山形県酒田市長
- 大野紀明 - 愛知県稲沢市長
- 今井晶三 - 兵庫県豊岡市長
- 樫村千秋 - 茨城県日立市長
- 村田省吾 - 茨城県北茨城市長
- 松下俊男 - 福岡県中間市長
- 小林和男 - 北海道三笠市長
- 岡部鷹司 - 熊本県御所浦町長
- 馬場有 - 福島県浪江村長
- 樽本庄一 - 兵庫県加古川市長
- 浅井東兵衛 - 岩手県一関市長
- 安田範 - 衆議院議員、栃木県議会議員
- 添田増太郎 - 参議院議員、福島県議会議長
- 菱田嘉明 - 衆議院議員、京都府八幡市長
- 山内日出夫 - 福島県会津若松市長
- 船田章 - 栃木県小山市長
- 石川錬治郎 - 秋田市長、秋田県議会議員
- 櫻井哲雄 - 宮崎県延岡市長
- 大谷一二 - 奈良県川上村長
- 北村春江 - 兵庫県芦屋市長
- 山田治雄 - 静岡県熱海市議会議長
- 小田豊 - 京都府長岡京市長
- 片峯誠 - 福岡県飯塚市長
- 川島信也 - 滋賀県長浜市長
- 山内道雄 - 島根県海士村長
- 見上和由 - 神奈川県綾瀬市長
- 生田邦夫 - 滋賀県湖南市長

### 芸能人・文化人
- 高橋掬太郎 - 作詞家
- 河西三省 - NHKアナウンサー、日本放送協会理事
- 並河益義 - 落語家（八代目桂文楽）、落語協会会長
- 中村茂 - NHKアナウンサー、NHK放送文化研究所所長
- 山﨑松尾 - 落語家（六代目三遊亭圓生）、落語協会会長
- 岡本義 - 落語家（林家彦六、八代目林家正蔵）、落語協会副会長
- 小林盛夫 - 落語家（五代目柳家小さん）、落語協会会長、人間国宝
- 川村隆 - 児童文学作家（川村たかし）
- 大場隆雄 - 漆芸家（大場松魚）、人間国宝
- 三輪節夫 - 陶芸家（第11代三輪休雪）、人間国宝
- 14代目酒井田柿右衛門 - 有田焼陶芸家、人間国宝
- 小柳泰一 - 清元節三味線演奏家（清元榮三）、人間国宝
- 原子朗 - 詩人
- 椎名巌 - 落語家（桂歌丸）、落語芸術協会会長
- 加藤雅彦 - 俳優（津川雅彦）
- 本目眞理子 - 学校法人ねむの木学園理事長、歌手（宮城まり子）
- 郡山剛藏 - 落語家（十代目柳家小三治）、落語協会会長、人間国宝
- 山中宗雄 - 歌舞伎役者（六代目澤村田之助）、人間国宝
- 宮澤雅之 - 長唄三味線演奏家（杵屋淨貢、七代目杵屋巳太郎）、人間国宝
- 松原清之介 - 清元節三味線演奏家（四代目清元梅吉）、人間国宝
- 須川勇 - 落語家（四代目桂米丸）、落語芸術協会会長
- 染谷幸彦 - 料理評論家、タレント、服部栄養専門学校校長（服部幸應）
- 西田敏行 - 俳優
- 米川操 - 箏曲家（二代目米川文子）、人間国宝
- 吉井澄雄 - 舞台照明家

### スポーツ選手・指導者
- 中島久光 - 大相撲力士（元前頭・大ノ海久光）、花籠部屋師匠
- 金栗四三 - マラソン選手
- 富樫剛 - 大相撲力士（第47代横綱・柏戸剛）、鏡山部屋師匠
- 鶴岡一人 - プロ野球選手、南海ホークス監督
- 白井義男 - プロボクサー、日本人初の世界チャンピオン
- 花田満 - 大相撲力士（元大関・貴ノ花利彰）、二子山部屋師匠
- 斉藤仁 - 柔道家、柔道日本代表監督
- 日比野弘 - ラグビー選手、ラグビー日本代表監督
- 小嶺忠敏 - サッカー指導者・選手、一般社団法人長崎県サッカー協会会長
- 池田敬子 - 女子体操競技指導者・選手

### その他
- 飯田直次郎 - 髙島屋社長
- 川西龍三 - 川西航空機社長
- 上條秀介 - 医師、日本病院協会初代会長
- 近衛文隆 - 大日本帝国陸軍中尉
- 神津藤平 - 長野電鉄初代社長
- 飯野逸平 - 日本陶器社長
- 林信雄 - 放射線科医師
- 太刀川平治 - 東京電燈技師長
- 辻村みちよ - 農学者
- 佐藤カツ - 四国女子大学創始者
- 三上アイ - 学校法人江の川学園創始者
- 沢田教一 - 戦場カメラマン
- 大沼貞藏 - 医師
- 鈴木松雄 - 昭和電線電䌫会長
- 植村家隆 - 日本生命保険社長
- 池内調造 - 京都放送（KBS京都）社長
- 秋元正雄 - 羽黒学園創始者
- 上村悦子 - 国文学者
- 奥富敬之 - 歴史学者
- 瀬尾摂 - 医師、兵庫県医師会名誉会長
- 御園良彦 - 東京都水道局長
- 今井壯一 - 獣医師、寄生虫学者
- 伊藤幹治 - 民俗学者
- 尾高暉重 - 神奈川県副知事
- 田宮榮一 - 警視監、コメンテーター
- 市川慎一 - フランス文学者
- 坂東克彦 - 弁護士、新潟水俣病第2次訴訟弁護団長
- 永野勝美 - 岩手銀行会長
- 赤川正和 - 東京都水道局長
- 綿貫勝介 - トナミ運輸・トナミホールディングス社長
- 井畑明男 - 青森銀行頭取
- 安藤昭三 - 大分銀行会長
- 木村興三 - 筑波銀行頭取